# Barclay Izzard
Barclay Izzard (* 30. Juni 1998) ist ein britischer Triathlet. 

## Werdegang
Im Mai 2022 wurde Barclay Izzard in Polen Vize-Europameister auf der Triathlon-Sprintdistanz.
Im britischen Team – zusammen mit Kate Waugh, Sian Rainsley und Samuel Dickinson – wurde er im Juli 2022 in Hamburg Weltmeister Triathlon Mixed Relay (gemischte Sprint-Staffel).

## Sportliche Erfolge
| Datum/Jahr    | Rang | Wettbewerb                                          | Austragungsort | Zeit     | Bemerkung                                                                                       |
| ------------- | ---- | --------------------------------------------------- | -------------- | -------- | ----------------------------------------------------------------------------------------------- |
| 20. Aug. 2023 | 2    | ITU World Triathlon Mixed Relay Series              | Paris          | 01:12:19 | im Mixed Relay (Staffel) mit Kate Waugh, Alex Yee und Beth Potter                               |
| 30. Juli 2023 | 2    | ITU World Championship Series 2023                  | Sunderland     | 00:20:25 | Mixed Relay (mit Beth Potter, Max Stapley und Jessica Fullagar)                                 |
| 29. Juli 2023 | 8    | ITU World Championship Series 2023                  | Sunderland     | 00:54:32 | [ 1 ]                                                                                           |
| 1. Juli 2023  | 2    | Europaspiele 2023                                   | Krakau         | 01:07:29 | in der gemischten Staffel mit Sophie Alden, Connor Bentley und Sian Rainsley                    |
| 10. Juli 2022 | 1    | ITU Sprint Triathlon World Championship Mixed Relay | Hamburg        | 01:20:50 | Weltmeister im Team – zusammen mit Kate Waugh, Sian Rainsley und Samuel Dickinson               |
| 27. Mai 2022  | 2    | ETU Sprint Triathlon European Championships         | Olsztyn        | 00:23:29 | Vize-Europameister Triathlon Sprintdistanz, hinter dem Deutschen Valentin Wernz                 |
| 2020          | 3    | ITU World Championship Mixed Relay                  | Hamburg        |          | Weltmeisterschaft – gemischte Staffel, mit Alex Yee, Jessica Learmonth und Georgia Taylor-Brown |

(DNF – Did Not Finish)